# Robert Robertson (Chemiker)
Sir Robert Robertson (* 17. April 1869 in Cupar; † 28. April 1949 in London) war ein schottischer Chemiker.
Robertson war der Sohn eines Kieferchirurgen, studierte Chemie an der University of St. Andrews mit dem Abschluss 1890 und war im städtischen analytischen Labor von Glasgow und ab 1892 in der Royal Gunpowder Factory in Waltham Abbey, wo er 1900 Chefchemiker wurde. 1907 wechselte er in die Forschungsabteilung im Royal Arsenal in Woolwich. Dort war er während des Ersten Weltkriegs für die Forschung und Entwicklung zu Sprengstoffen zuständig. 1921 bis zu seinem Ruhestand 1936 war er Government Chemist von Großbritannien mit Oberaufsicht über das Labor in The Strand in London. Im Zweiten Weltkrieg arbeitete er wieder an Sprengstoffen an der University of Swansea.
Er befasste sich mit Sprengstoffen (frühe Arbeiten zur Zusammensetzung von Schießbaumwolle, Verbesserung der TNT-Herstellung, Einführung von Amatol 1915), Infrarotspektren, der inneren Struktur von Diamanten und Analytischer Chemie. Insbesondere seine Einführung von Amatol im Ersten Weltkrieg war von großer militärischer Bedeutung. Als Mischung von Ammoniumnitrat mit rund 20 Prozent TNT war es billiger und effizienter als TNT. Er war auch ein Pionier in der Verwendung der Infrarotspektroskopie zur Aufklärung von Molekülstrukturen (besonders Arsenwasserstoff und Ammoniak).
1944 erhielt er die Davy-Medaille. Er war Fellow der Royal Society (1917), 1925 bis 1927 in deren Rat und KBE. Er war Ehrendoktor der Universität St. Andrews. 1922 wurde er Präsident der Faraday Society und 1924 der British Association for the Advancement of Science.